# Janusz Marszalec
Janusz Ryszard Marszalec (ur. 1968 w Starogardzie Gdańskim) – polski historyk, doktor nauk humanistycznych w zakresie historii o specjalności historia najnowsza Polski, w latach 2008–2017 i od 2024 zastępca dyrektora Muzeum II Wojny Światowej w Gdańsku, w 2008 doradca premiera Donalda Tuska w jego pierwszym rządzie.

## Życiorys
W 1992 ukończył historię na Katolickim Uniwersytecie Lubelskim, a następnie uczestniczył w seminarium doktoranckim KUL z zakresu historii najnowszej, gdzie pod kierunkiem prof. dr. hab. Tomasza Strzembosza przygotował rozprawę pt. „Ochrona bezpieczeństwa i porządku publicznego w powstaniu warszawskim” obronioną w 1998. W latach 1992–1993 pracował jako kustosz w Muzeum Diecezjalnym w Pelplinie, był również dziennikarzem i nauczycielem w szkołach średnich w Starogardzie Gdańskim. W latach 1998–2000 pracował jako urzędnik państwowy na stanowiskach kierowniczych. Od września 2000 do stycznia 2007 pełnił funkcję naczelnika Oddziałowego Biura Edukacji Publicznej Instytutu Pamięci Narodowej w Gdańsku. W styczniu 2008 przeszedł do pracy w Biurze Edukacji Publicznej IPN w Warszawie. Od 1 grudnia 2008 do 6 kwietnia 2017 pełnił funkcję wicedyrektora Muzeum II Wojny Światowej w Gdańsku. Następnie objął funkcję zastępcy dyrektora Muzeum Gdańska. Zasiada w Pomorskiej Radzie Kultury (I kadencja 2018–2021); (II kadencja od 2021). W kwietniu 2024 objął stanowisko zastępcy dyrektora w Muzeum II Wojny Światowej w Gdańsku. Od 2024 członek Rady Muzeum przy Muzeum – Dom Rodziny Pileckich.

## Zainteresowania badawcze
Zainteresowania badawcze Janusza Marszalca koncentrują się wokół problematyki konspiracji w okresie II wojny światowej (m.in. jest autorem kilkudziesięciu haseł opublikowanych w Wielkiej Ilustrowanej Encyklopedii Powstania Warszawskiego) oraz publikacji na temat dziejów AK, GL, AL oraz aparatu bezpieczeństwa publicznego PRL i Grudnia 1970. Jest także autorem haseł do Atlasu polskiego podziemia niepodległościowego 1944–1956 pod red. R. Wnuka i in., opracowań na temat aparatu bezpieczeństwa PRL oraz współautorem książki „To nie na darmo. Grudzień '70 w Gdańsku i Gdyni. Historia – dokumenty – fotografie – multimedia”. Jest reżyserem i autorem scenariusza filmu dokumentalnego „Pamiętajcie Grudzień”. Wyreżyserował również (wspólnie z Iwoną Bartólewską) fabularyzowany film dokumentalny (2007). Jest autorem i współautorem wielu wystaw historycznych, projektów edukacyjnych, dokumentacyjnych oraz popularyzatorskich, realizowanych z pracownikami Oddziałowego Biura Edukacji Publicznej IPN w Gdańsku w latach 2000–2008. Od 2007 jest przewodniczącym Klubu Historycznego im. Stefana Roweckiego „Grota” Trójmiasto.

## Nagrody
W 2000 otrzymał Nagrodę Historyczną „Polityki” za debiutancką książkę „Ochrona porządku i bezpieczeństwa publicznego w powstaniu warszawskim”. Został także laureatem Nagrody Naukowej KLIO (2000) za wybitny wkład w badania historyczne ufundowanej przez Porozumienie Wydawców Książki Historycznej	 oraz Nagrody im. Jana Górskiego przyznawanej przez Towarzystwo Miłośników Historii w Warszawie, a także medalu „Pro memoria”, medalu „Za upamiętnianie walk o Warszawę 1939–1945” oraz medalu „Pro Patria”.